# 양왕 (만화)
《양왕》(일본어: 嬢王 조오[*])은 2004년 슈에이샤가 발행했던 잡지 《비즈니스 점프》에 연재되었던 쿠라시나 료 원작, 쿠라바야시 나오 그림의 만화이자, 이를 기반으로 TV 도쿄에서 제작한 동명의 드라마 시리즈이다. 접객업과 동떨어진 인물이 캬바쿠라와 캬바조의 세계에 발을 들이는 내용을 담고 있다.
만화 《양왕》은 총 2부로 구성되어 있으며, 1부는 2004년 18호부터 2008년 5호까지 연재되었다. 단행본은 전 12권 발매되었다. 2부는 《양왕 Virgin》이라는 이름이었으며, 2009년 11호부터 2010년 19호까지 연재되었다. 2부는 단행본으로 전 5권 발매되었다.
드라마 《양왕》은 2005년 10월 7일부터 12월 23일까지 TV 도쿄를 통해 방영되었으며, 2009년의 시리즈의 두 번째 작품인 《양왕 Virgin》이, 그리고 2010년 세 번째 작품인 《양왕3 ~Special Edition~》이 방영되었다. 드라마의 여배우들은 성인 비디오 여배우가 다수 기용되었다.

## 원작 줄거리

### 1부: 양왕
온실 속 화초처럼 자란 여대생 후지사키 아야는 아버지의 회사가 도산해버려 1억 5천만 엔의 빚을 짊어지게 된다. 그런중에 캬바조로 일하는 친구로부터 상금 1억 엔 규모의, 최고의 캬바조 "양왕"을 뽑는 이벤트 〈Q-1 그랑프리〉가 개최되는 것을 알게된다. 이후 후지사키 아야는 부채 상환을 위해서 대회 출전을 목적으로 캬바조가 된다.

### 2부: 양왕 Virgin
후지사키 아야가 우승한지 3년이 지난 뒤, 롯폰기에도 불황이 찾아와 과거 Q-1 그랑프리가 열렸던 클럽 "Legend"에도 타격이 오게되었다. 이 상황을 타개하기 위해 〈양왕 GP 2nd〉가 개최되었으며, 우승 상금은 전회의 3배에 달하는 3억 엔이 되었다. 단 이 대회는 헤이세이 시대에 태어난 사람만이 참가할 수 있었다.

## TV 드라마

### 양왕
《양왕》은 2005년 TV 도쿄에서 방송된 드라마로서, 원작 1부를 바탕으로 제작되었다. 드라마에서는 Q-1 그랑프리의 이름이 R-1 그랑프리로 변경되었으며, 대회 상금은 5천만 엔이다. 또 등장인물 중 나카보 세이지(中坊 精二)는 원작에서 심장 마비로 사망하는 캐릭터지만, 극중에서는 세이지(精治)로 이름이 바뀌며 사망하지 않는다.

#### 배역
다음은 드라마에서 등장하는 인물의 배역이다. 이름 뒤에 *이 붙은 캐릭터는, 원작에는 없는 인물이다.
- 후지사키 아야 : 키타가와 히로미
- 니카이도 아리사 : 아오이 소라
- 아라카와 시즈카 : 아가와 나나
- 타치바나 마호 : 아사오카 미키
- 니시자키 타츠야 : 카네코 노보루
- 나카보 세이지 : 나카하라 타케오
- 나카보 신이치 : 모토키 이쿠야
- 후지사키 아야의 어머니 : 오시마 사토코
- 하세가와* : 이노우에 차루
- 모치즈키 메구* : 요시자와 아키호
- 키사라기 레이카* : 이이자와 모모
- 오카미* : 사카키 히데오
- 쿠로타* : 카미지 유스케
- 후지사키 코스케* : 누마자키 유
- 오자키 키요타카* : 키리시마 유스케

#### 방송 일정
| 화수                                                          | 방송일           | 부제목                                 | 각본            | 연출            | 시청률 |
| ------------------------------------------------------------- | ---------------- | -------------------------------------- | --------------- | --------------- | ------ |
| 제 1회                                                        | 2005년 10월 7일  | 처녀 캬바조! 강렬한 데뷔!              | 엔도 사에미     | 마츠다 히데토모 | 4.2%   |
| 제 2회                                                        | 2005년 10월 14일 | 성희롱 공격 남발! 젖어버린 브래지어    | 엔도 사에미     | 이시카와 준이치 | 4.4%   |
| 제 3회                                                        | 2005년 10월 21일 | 젖은 허벅지! 처녀 상실의 위기!         | 엔도 사에미     | 이와타 카즈유키 | 5.8%   |
| 제 4회                                                        | 2005년 10월 28일 | 여체 그랑프리 개막 매춘의혹!           | 엔도 사에미     | 이시카와 준이치 | 4.9%   |
| 제 5회                                                        | 2005년 11월 4일  | 처녀 vs 레즈비언의 쾌감! 누드 유출     | 엔도 사에미     | 이와타 카즈유키 | 5.4%   |
| 제 6회                                                        | 2005년 11월 11일 | 문신성교의 달콤함…사장 헤롱헤롱        | 엔도 사에미     | 마츠키 츠쿠루   | 6.0%   |
| 제 7회                                                        | 2005년 11월 18일 | 당신을 사다! 모에 메구 할거야          | 야마다 토시마사 | 이시카와 준이치 | 6.4%   |
| 제 8회                                                        | 2005년 11월 25일 | 남자를 타는 여자의 허리기술 & SM 천국! | 야마다 토시마사 | 사토 겐타       | 6.8%   |
| 제 9회                                                        | 2005년 12월 2일  | 지명 승부로 코스프레!                  | 엔도 사에미     | 이와타 카즈유키 | 6.7%   |
| 제 10회                                                       | 2005년 12월 9일  | 승천 캬바조와 뱀 여인의 정체           | 엔도 사에미     | 조호 히데노리   | 6.3%   |
| 제 11회                                                       | 2005년 12월 16일 | 최후의 키스…아야 감금 휘감기는 혀      | 엔도 사에미     | 이와타 카즈유키 | 6.6%   |
| 최종회                                                        | 2005년 12월 23일 | 양왕 탄생! 충격적 결말과 눈물의 이별   | 엔도 사에미     | 이시카와 준이치 | 4.9%   |
| 평균시청률 5.8% (시청률은 간토 지방 · 비디오 리서치에서 조사) |                  |                                        |                 |                 |        |

### 양왕 Virgin
《양왕 Virgin》은 2009년 TV 도쿄에서 방송된 드라마로서, 원작 2부를 바탕으로 제작되었다. 원작과는 달리 대회 상금이 1억 엔으로 수정되었다.

#### 배역
원작과 드라마의 캐릭터의 설정에 차이가 있는 부분이 더러 있다. 대표적으로, 주인공 안도 마이는 원작에서 고등학교 졸업 전 취업이 정해지지 않아 〈양왕 GP 2nd〉에 참여하게 되지만, 드라마의 주인공은 내성적인 성격으로 커다란 가슴 크기로 따돌림을 당해 자살을 기도하게 되는데, 우연히 투신하려던 장소에 대회 광고지가 있었고 이를 계기로 참여한다.
한편 전작 《양왕》의 등장인물인 아오이 소라, 요시자와 아키호, 키타가와 히로미는 게스트로 출연했다.
이름 뒤에 *이 붙은 캐릭터는, 원작에는 없는 인물이다.
- 안도 마이 : 하라 미키에
- 사사키 쇼코 : 요코야마 미유키
- 아오야마 주리 : 키구치 아야
- 키노시타 토모 : 쿠로카와 메이
- 아마미야 준이치 : 나가타 아키라
- 키리시마 카오리 : 카데나 레온
- 이즈미 유이카* : 마츠노이 미야비
- 미즈키 사라* : 타츠미 나츠코
- 하루나 미와* : 사쿠라기 린
- 칸자키 에리나* : 아사히나 아카리
- 이치조 아미* : 아사미 유마

#### 방송 일정
| 화수                                                          | 방송일           | 부제목                                                | 연출              |
| ------------------------------------------------------------- | ---------------- | ----------------------------------------------------- | ----------------- |
| 제 1회                                                        | 2009년 10월 2일  | 캬바조의 욕망! 여자의 승부!!                          | 이와타 카즈유키   |
| 제 2회                                                        | 2009년 10월 9일  | 금지된 기술로 탈락! 할렘                              | 오야마다 마사카즈 |
| 제 3회                                                        | 2009년 10월 16일 | 뇌쇄! 에로 유카타제(祭)에서 비기 작렬!                | 우에다 야스시     |
| 제 4회                                                        | 2009년 10월 23일 | 육욕의 에로 노예! 첫 동반                             | 네모토 카즈마사   |
| 제 5회                                                        | 2009년 10월 30일 | 폭유의 위기! SM여왕…눈물                              | 이와타 카즈유키   |
| 제 6회                                                        | 2009년 11월 6일  | 아데조! 레즈 애무에서 처녀 고백                       | 오야마다 마사카즈 |
| 제 7회                                                        | 2009년 11월 13일 | (비밀) 달콤한 액체 절정 층선! 생 비키니               | 이와타 카즈유키   |
| 제 8회                                                        | 2009년 11월 20일 | 첫 섹스!! 처녀 상실… 타락한 여자                      | 우에다 야스시     |
| 제 9회                                                        | 2009년 11월 27일 | 젖은 피부 G컵! 악녀 배신                              | 모리타 노보루     |
| 제 10회                                                       | 2009년 12월 4일  | 젖은 아내 (비밀) 미유 대결!                           | 오야마다 마사카즈 |
| 제 11회                                                       | 2009년 12월 11일 | 애수! 광란의 난교!? 지옥의 고통!! 여명 1개월의 캬바조 | 이와타 카즈유키   |
| 최종회                                                        | 2009년 12월 18일 | 감동의 눈물, 경악의 결말!! 최후의 나체                | 이와타 카즈유키   |
| 평균시청률 4.9% (시청률은 간토 지방 · 비디오 리서치에서 조사) |                  |                                                       |                   |

#### 방송국
| 방송 지역            | 방송국                   | 네트워크                    | 방송 기간                          | 방송 시간                                                                                                   |
| -------------------- | ------------------------ | --------------------------- | ---------------------------------- | --- |
| 관동광역권           | TV 도쿄 (TX)             | TV 도쿄 계열                | 2009년 10월 2일 ~ 12월 18일        | 토요일 00:12 ~ 00:53                                                                                        |
| 홋카이도             | TV 홋카이도 (TVh)        | TV 도쿄 계열                | 2009년 10월 2일 ~ 12월 18일        | 토요일 00:12 ~ 00:53                                                                                        |
| 아이치현             | TV 아이치 (TVA)          | TV 도쿄 계열                | 2009년 10월 2일 ~ 12월 18일        | 토요일 00:12 ~ 00:53                                                                                        |
| 오카야마현, 가가와현 | TV 세토우치 (TSC)        | TV 도쿄 계열                | 2009년 10월 2일 ~ 12월 18일        | 토요일 00:12 ~ 00:53                                                                                        |
| 후쿠오카현           | TVQ 규슈 방송 (TVQ)      | TV 도쿄 계열                | 2009년 10월 2일 ~ 12월 18일        | 토요일 00:12 ~ 00:53                                                                                        |
| 오사카부             | TV 오사카 (TVO)          | TV 도쿄 계열                | 2009년 10월 5일 ~ 12월 21일        | 화요일 00:12 ~ 00:53                                                                                        |
| 나라현               | 나라 TV 방송 (TVN)       | JAITS                       | 2009년 10월 9일 ~ 12월 25일        | 토요일 01:30 ~ 02:10                                                                                        |
| 니가타현             | TV 니가타 방송망 (TeNY)  | 닛폰TV 계열                 | 2009년 10월 15일 ~ 2010년 1월 14일 | 금요일 01:5 ~ 01:40                                                                                         |
| 후쿠시마현           | 후쿠시마 중앙 TV (FCT)   | 닛폰TV 계열                 | 2010년 1월 15일 ~ 4월 2일          | 토요일 01:25 ~ 02:05                                                                                        |
| 이와테현             | IBC 이와테 방송 (IBC)    | TBS 계열                    | 2010년 1월 29일 ~ 4월 30일         | 토요일 00:59 ~ 01:39                                                                                        |
| 구마모토현           | TV 구마모토 (KKT)        | 닛폰TV 계열                 | 2010년 2월 13일 ~ 5월 1일          | 일요일 00:50 ~ 01:30                                                                                        |
| 와카야마현           | TV 와카야마 (WTV)        | JAITS                       | 2010년 4월 3일 ~ 6월 19일          | 일요일 23:55 ~ 24:35                                                                                        |
| 도야마현             | 튤립 TV (TUT)            | TBS 계열                    | 2010년 4월 5일 ~ 4월 22일          | 화~금요일 00:55 ~ 01:35                                                                                     |
| 오이타현             | 오이타 아사히 방송 (OAB) | TV 아사히 계열              | 2010년 4월 19일 ~ 4월 25일         | 화~목요일 01:15 ~ 01:50 금요일 01:30 ~ 02:35 토요일 01:25 ~ 03:05 일요일 01:00 ~ 02:10 월요일 00:55 ~ 02:05 |
| 이시카와현           | 호쿠리쿠 방송 (MRO)      | TBS 계열                    | 2010년 7월 8일 ~ 10월 21일         | 금요일 01:25 ~ 02:05                                                                                        |
| 나가노현             | 신에쓰 방송 (SBC)        | TBS 계열                    | 2010년 9월 17일 ~ 12월 3일         | 토요일 00:50 ~ 01:30                                                                                        |
| 전국                 | BS JAPAN                 | BS 디지털 방송 TV 도쿄 계열 | 2010년 10월 10일 ~ 12월 26일       | 일요일 23:30 ~ 24:05                                                                                        |
| 야마가타현           | TV-U 야마가타 (TUY)      | TBS 계열                    | 2011년 1월 14일 ~ 4월 22일         | 토요일 00:15 ~ 00:55                                                                                        |
| 미야기현             | 히가시닛폰 방송 (KHB)    | TV 아사히 계열              | 2011년 9월 24일 ~ 12월 10일        | 일요일 00:30 ~ 01:10                                                                                        |
| 시가현               | 비와코 방송 (BBC)        | JAITS                       | 2011년 10월 4일 ~ 12월 20일        | 수요일 02:20 ~ 03:00                                                                                        |
| 미에현               | 미에 TV 방송 (MTV)       | JAITS                       | 2011년 10월 19일 ~ 12월 28일       | 목요일 03:20 ~ 04:00                                                                                        |

### 양왕3 ~Special Edition~
《양왕3 ~Special Edition~》은 2010년 방송된 TV 도쿄의 드라마이다. 드라마 《양왕》 시리즈의 세 번째 작품이다.

#### 배역
- 안도 마이 : 하라 미키에
- 카즈키 리오나 : 아스카 키라라
- 모에 : 사쿠마 마유
- 쿠온 에루 : 나카야마 메구미
- 히메카 : 하네다 아이
- 유키 : 카와무라 리카
- 레이라 : 마루타카 마나미
- 코코 : 타치 에미
- 사요 : 호시노 아카리
- 타키 스미레 : 마츠모토 사유키
- 미사 : 쿠리바야시 리리
- 카논 : 하마오카 마야
- 카미시로 마리아 : 마츠노이 미야비
- 키리시마 카오리 : 카데나 레온
- 코미야마 카이토 : 와타베 고타
- 소노다 : 시노다 미츠요시
- 이부 곤조 : 콘고치 타케시
- 코미야마 유키노 : 카구라자카 메구미
- 비서 : 아오이

#### 방송 일정
| 화수                                                          | 방송일           | 부제목                          | 연출          | 시청률 |
| ------------------------------------------------------------- | ---------------- | ------------------------------- | ------------- | ------ |
| 제 1회                                                        | 2010년 10월 8일  | 예쁜 가슴의 재림! 레즈의 함정   | 사토 겐타     | 4.6%   |
| 제 2회                                                        | 2010년 10월 15일 | 섹시 수영복의 위기!             | 사토 겐타     | 4.2%   |
| 제 3회                                                        | 2010년 10월 22일 | 치욕의 키스! 부드러운 살의 함정 | 사토 겐타     | 3.7%   |
| 제 4회                                                        | 2010년 10월 29일 | 애욕의 제물! (비밀)혀기술!?     | 사토 겐타     | 3.5%   |
| 제 5회                                                        | 2010년 11월 5일  | 미유 위기! 처녀 매춘부          | 사토 겐타     | 4.1%   |
| 제 6회                                                        | 2010년 11월 12일 | 여자의 애무... 화형당한 제물    | 츠즈키 준이치 | 3.3%   |
| 제 7회                                                        | 2010년 11월 19일 | 금단의 정사! 춤추는 가슴        | 마츠키 츠쿠루 | 4.1%   |
| 제 8회                                                        | 2010년 11월 26일 | 서투룬 말타기 (비밀)유출사진    | 마츠키 츠쿠루 | 4.6%   |
| 제 9회                                                        | 2010년 12월 3일  | 기절 포박! 도발의 S녀           | 사토 겐타     | 5.0%   |
| 제 10회                                                       | 2010년 12월 10일 | 젖은 욕정! 결의의 밤            | 마츠키 츠쿠루 | 3.3%   |
| 제 11회                                                       | 2010년 12월 17일 | 관능 절정! 하얀 피부의 장난     | 마츠키 츠쿠루 | 3.5%   |
| 최종회                                                        | 2010년 12월 24일 | 암고양이 연회! 꿈의 마지막      | 사토 겐타     | 4.0%   |
| 평균시청률 4.0% (시청률은 간토 지방 · 비디오 리서치에서 조사) |                  |                                 |               |        |

#### 방송국
| 방송 지역            | 방송국                  | 네트워크                    | 방송 기간                          | 방송 시간            |
| -------------------- | ----------------------- | --------------------------- | ---------------------------------- | -------------------- |
| 관동광역권           | TV 도쿄 (TX)            | TV 도쿄 계열                | 2010년 10월 8일 ~ 12월 24일        | 토요일 00:12 ~ 00:53 |
| 홋카이도             | TV 홋카이도 (TVh)       | TV 도쿄 계열                | 2010년 10월 8일 ~ 12월 24일        | 토요일 00:12 ~ 00:53 |
| 아이치현             | TV 아이치 (TVA)         | TV 도쿄 계열                | 2010년 10월 8일 ~ 12월 24일        | 토요일 00:12 ~ 00:53 |
| 오카야마현, 가가와현 | TV 세토우치 (TSC)       | TV 도쿄 계열                | 2010년 10월 8일 ~ 12월 24일        | 토요일 00:12 ~ 00:53 |
| 후쿠오카현           | TVQ 규슈 방송 (TVQ)     | TV 도쿄 계열                | 2010년 10월 8일 ~ 12월 24일        | 토요일 00:12 ~ 00:53 |
| 오사카부             | TV 오사카 (TVO)         | TV 도쿄 계열                | 2010년 10월 11일 ~ 12월 27일       | 화요일 00:12 ~ 00:53 |
| 나라현               | 나라 TV 방송 (TVN)      | JAITS                       | 2010년 10월 15일 ~ 12월 31일       | 토요일 01:30 ~ 02:05 |
| 니가타현             | TV 니가타 방송망 (TeNY) | 닛폰TV 계열                 | 2010년 10월 21일 ~ 2011년 1월 6일  | 금요일 00:38 ~ 01:18 |
| 나가노현             | 신에쓰 방송 (SBC)       | TBS 계열                    | 2010년 12월 10일 ~ 2011년 3월 18일 | 토요일 00:50 ~ 01:30 |
| 도야마현             | 튤립 TV (TUT)           | TBS 계열                    | 2011년 1월 5일 ~ 3월 30일          | 목요일 00:00 ~ 00:42 |
| 후쿠시마현           | 후쿠시마 중앙 TV (FCT)  | 닛폰TV 계열                 | 2011년 1월 6일 ~ 4월 21일          | 금요일 01:13 ~ 01:53 |
| 전국                 | BS JAPAN                | BS 디지털 방송 TV 도쿄 계열 | 2011년 1월 9일 ~ 4월 3일           | 일요일 23:30 ~ 00:05 |
| 나가사키현           | 나가사키 방송（NBC）    | TBS 계열                    | 2011년 1월 13일 ~ 4월 7일          | 목요일 23:50 ~ 00:30 |
| 이와테현             | IBC 이와테 방송 (IBC)   | TBS 계열                    | 2011년 1월 28일 ~ 5월 13일         | 토요일 01:00 ~ 01:40 |
| 구마모토현           | TV 구마모토 (KKT)       | 닛폰TV 계열                 | 2011년 2월 12일 ~ 5월 7일          | 일요일 01:00 ~ 01:40 |
| 이시카와현           | 호쿠리쿠 방송 (MRO)     | TBS 계열                    | 2011년 2월 17일 ~ 5월 5일          | 금요일 01:25 ~ 02:05 |
| 돗토리현, 시마네현   | 니혼카이 TV（NKT）      | 닛폰TV 계열                 | 2011년 3월 26일 ~ 6월 11일         | 일요일 00:50 ~ 01:35 |
| 와카야마현           | TV 와카야마 (WTV)       | JAITS                       | 2011년 4월 3일 ~ 6월 19일          | 월요일 00:25 ~ 01:05 |
| 가고시마현           | 가고시마 방송（KKB）    | TV 아사히 계열              | 2011년 10월 29일 ~ 2012년 1월 28일 | 일요일 01:30 ~ 02:10 |
| 시가현               | 비와코 방송 (BBC)       | JAITS                       | 2012년 1월 10일 ~ 4월 3일          | 수요일 02:20 ~ 03:00 |
| 미야기현             | 히가시닛폰 방송 (KHB)   | TV 아사히 계열              | 2012년 1월 14일 ~ 4월 7일          | 일요일 00:30 ~ 01:10 |
| 야마가타현           | TV-U 야마가타 (TUY)     | TBS 계열                    | 2012년 4월 13일 ~ 7월 13일         | 토요일 00:15 ~ 00:55 |

### 주해
1. ↑  캬바쿠라(キャバクラ)는 1980년대 들어 생긴 개념으로서, 여종업원이 손님 옆에서 술 시중을 드는 형태의 유흥업소를 뜻한다. 이곳에서 일하는 여종업원을 가리켜 캬바조(キャバ嬢)라고 부른다.
2. ↑  아데조(艶女)는 일본의 신조어로 커리어 우먼이나 어느정도 돈이 있는 주부와 같은 중년 여성들 중에서, 패션에 신경쓰며 성적인 매력이 있는 사람들을 지칭하는 말이다. 일본의 여성지 《NIKITA》에서 처음 등장했으며, 잡지의 창간자 키시다 이치로가 명명했다.
3. ↑  1주일만에 12화를 전부 방송했다. 구체적으로 22일 4 ~ 5화, 23일에 6 ~ 8화, 24일 9 ~ 10화, 25일 11 ~ 12화가 방송되었다.
4. ↑  7월 15일은 방송하지 않았다.
5. ↑  2011년 7월 27일부터 방송할 예정이었으나, 《모테키#드라마》로 변경되었다. 또 11화와 12화는 2화 연속 방영되었다.

| TV 도쿄 드라마 24                                           | TV 도쿄 드라마 24                                            | TV 도쿄 드라마 24                                |
| 이전 작품                                                   | 작품명                                                       | 다음 작품                                        |
| ----------------------------------------------------------- | ------------------------------------------------------------ | ------------------------------------------------ |
| -                                                           | 양왕 (2005년 10월 7일 ~ 2005년 12월 23일)                    | 2nd 하우스 (2006년 1월 13일 ~ 2006년 3월 31일)   |
| 원한 해결 사무소 REBOOT (2009년 7월 10일 ~ 2009년 9월 25일) | 양왕 Virgin (2009년 10월 2일 ~ 2009년 12월 18일)             | 마지스카 학원 (2010년 1월 8일 ~ 2010년 3월 26일) |
| 모테키 (2010년 7월 16일 ~ 2010년 10월 1일)                  | 양왕3 ~Special Edition~ (2010년 10월 8일 ~ 2010년 12월 24일) | URAKARA (2011년 1월 14일 ~ 2011년 4월 8일)       |